# Andrena wheeleri
Andrena wheeleri är en biart som beskrevs av Graenicher 1904. Andrena wheeleri ingår i släktet sandbin, och familjen grävbin. Inga underarter finns listade i Catalogue of Life.
Artens utbredningsområde är Nordamerika.